# Caledanapis pilupilu
Espèce
Synonymes
- Anapogonia pilupilu Brignoli, 1981

Caledanapis pilupilu est une espèce d'araignées aranéomorphes de la famille des Anapidae.

## Distribution
Cette espèce est endémique de Nouvelle-Calédonie. Elle se rencontre vers les grottes d'Adio et au col des Roussettes.

## Description
Le mâle holotype mesure 1,41 mm.
Le mâle décrit par Platnick et Forster en 1989 mesure 1,41 mm et la femelle 1,41 mm.

## Publication originale
- Brignoli, 1981 : New or interesting Anapidae (Arachnida, Araneae). Revue suisse de Zoologie, vol. 88, p. 109-134 (texte intégral).